# Nephromonas hyalina
Nephromonas hyalina is een soort in de taxonomische indeling van de Myzozoa, een stam van microscopische parasitaire dieren. Het organisme komt uit het geslacht Nephromonas en behoort tot de familie [[]]. Nephromonas hyalina werd in 1996 ontdekt door Simpson & Patterson.